# K65UP

Esquema do motor RD-216 usado no foguete K65UP.

O K65UP (em russo: К65УП), foi um foguete soviético, derivado do míssil R-14, usado como foguete de sondagem de grande altitude entre 1973 e 1983. Foram efetuados 25 lançamentos com esse veículo, todos a partir do campo de lançamento de Kapustin Yar, sendo 9 deles sob o programa Intercosmos, e esses, baseados no míssil R-5 Pobeda ficaram conhecidos como foguetes "Vertical".
Projetado no Yuzhnoye Design Bureau e produzido na Associação Produtiva Polyot, o K65UP, era um foguete de um só estágio, usando o motor RD-216M, tendo como propelentes o Ácido nítrico e o UDMH, com 28 m de altura e 2,4 m de diâmetro, pesando 90 toneladas no lançamento, era capaz de elevar uma carga útil de até 1.500 kg a altitudes entre 500 e 1.500 km.